# ＃えひめジャーニー
『#えひめジャーニー』（ハッシュタグえひめジャーニー）は、愛媛朝日テレビで2023年4月12日から全12回で放送されるバラエティ番組。「上げろ知名度！バズれコンテンツ！」を合言葉に、知名度の低い3人の出演者が自らの知名度を上げるため、愛媛県各地でバズった人・モノを巡ってフォロワーを増やしていこうという深夜珍道中バラエティ。
2023年10月に『#えひめジャーニー SEASON2』を11月12日から隔週で放送する事を愛媛朝日テレビが発表。なお、初回の放送はテレビ朝日の旧ジャニーズ問題検証番組を放送するため、放送時間が午前11時からに変更となった。

## 概要
愛媛県西条市出身の酒井自身が1年程前から愛媛朝日テレビに話を持ちかけたことから、「#えひめジャーニー」の番組企画が生まれた。
その後愛媛朝日テレビは、YouTube等の動画マーケティング会社である株式会社Suneight、芸能事務所である株式会社プラチナムプロダクションと連携して、地上波放送とSNSを活用した番組を制作すると発表。
地上波での放送終了後にTVerとABEMAで見逃し配信も行うことで、愛媛県外の視聴者の獲得も狙っている。
番組の主な内容は、愛媛県内のバズっている人やモノを紹介しながら、あわよくば自分たちもバズりたいという他力本願なバラエティ番組である。とにかく番組予算が少なく、初回のロケでは2日間で4本撮りであった。

### オーディション
SHOWROOMで2023年3月6日から3月12日の間に出演・テレビCM出演オーディションとPR・CMナレーターオーディションが同時に行われた。出演・テレビCM出演オーディションでランキング1位となった高岡奈々葉は、レギュラー＆情報番組番宣＆PRミニ番組＆CM出演権を得てレギュラー出演者に決定した。また、ランキング2位から6位までを対象に審査員特別賞の枠も用意されたが、該当者はいなかった。
PR・CMナレーターオーディションも同様に、ランキング1位のくまのこぴぴこがPR番組＆CMのナレーターに決定した。こちらも審査員特別賞の枠が用意されたが、該当者はいなかった。

## 出演者
- 酒井貴浩 - 愛媛県西条市出身の俳優。
- 石本桃子 - 愛媛朝日テレビのアナウンサー。
- 高岡奈々葉 - SHOWROOMで開催した出演＆テレビCMオーディションで合格。

## スタッフ

### SEASON1
- CMナレーション：くまのこぴぴこ
- ディレクター：井上雅皓(いばらきアンピシャスエンターテイメント)
- MA：高橋昌之
- デザイン：甲斐淳一
- タイトルロゴ：ARIHISA DESIGN OFFICE
- 協力：汐見石油、EDGE
- 企画プロデューサー：福田雅弘
- 統括プロデューサー：堀田慶彦
- 制作著作：愛媛朝日テレビ

### SEASON2
- ディレクター：井上雅皓(いばらきアンピシャスエンターテイメント)
- MA：放送技術社
- デザイン：甲斐淳一
- ロゴデザイン：ARIHISA DESIGN OFFICE
- 企画プロデューサー：福田雅弘
- 統括プロデューサー：松永徹
- 制作著作：愛媛朝日テレビ

## テーマソング

### SEASON1

#### オープニングテーマ
- えのぐ「LIVE Ⅳ LIFE」

#### エンディングテーマ
- next,tight「地方創生」

### SEASON2

#### オープニングテーマ
- ナナクロニクル「ナナクロニクル」

#### エンディングテーマ
- next,tight and ayechka.「大丈夫」

## 放送日程

### SEASON1
| 話数 | 放送日         | タイトル                       |
| ---- | -------------- | ------------------------------ |
| #1   | 2023年04月12日 | ハッシュタグにあやかろう       |
| #2   | 4月19日        | 若者にあやかろう               |
| #3   | 4月26日        | 企業アカウントにあやかろう     |
| #4   | 5月03日        | バズってる人・モノにあやかろう |
| #5   | 5月10日        | 自治体にあやかろう             |
| #6   | 5月17日        | マニアにあやかろう             |
| #7   | 5月24日        | 動物にあやかろう               |
| #8   | 5月31日        | 非日常にあやかろう             |
| #9   | 6月07日        | TikTokerにあやかろう           |
| #10  | 6月14日        | スペシャリストにあやかろう     |
| #11  | 6月21日        | 昭和レトロにあやかろう         |
| #12  | 6月28日        | 最後はとにかくあやかろう       |

### SEASON2
| 話数 | 放送日         | タイトル                       |
| ---- | -------------- | ------------------------------ |
| #1   | 2023年11月12日 | 多島美にあやかろう             |
| #2   | 2023年11月26日 | 夜景にあやかろう               |
| #3   | 2023年12月10日 | スポーツにあやかろう           |
| #4   | 2023年12月24日 | 大掃除とクリスマスにあやかろう |
| #5   | 2024年01月07日 | お正月にあやかろう             |
| #6   | 2024年01月21日 | 音声ガイダンスにあやかろう     |
| #７  | 2024年02月04日 | インフルエンサーにあやかろう   |
| #8   | 2024年02月18日 | 地元メディアにあやかろう       |